# أجلونيما بيضوية
أجلونيما بيضوية (الاسم العلمي:Aglaonema ovatum) هي نوع من النباتات يتبع جنس الأجلونيما من الفصيلة اللوفية.